# Baure
El baure és una llengua arawak del sud, parlada pels baures a la regió nord-est de Bolívia, a la part boliviana de l'Amazònia.
Des de la promulgació del decret suprem núm. 25894 l'11 de setembre de 2000 el Baure és una de les llengües indígenes oficials de Bolívia. Va ser inclòs en la Constitució Política promulgada el 7 de febrer de 2009.

## Situació actual
Segons les dades proporcionades per Crevels i Muysken (2009:15) i Crevels (2012:170), el nombre de parlants de Baure és de 67 i, per tant, es tracta d'una llengua que es troba en perill d'extinció. Pel que fa a el grup ètnic Baure, Danielsen (2012) assenyala que compta amb entre 3.000 i 5.000 membres, nombre que inclou tant els baures del municipi de Baure i comunitats limítrofes, així com als baures de EL Carmen. Les persones que parlen el baure amb fluïdesa i habilitat són majoritàriament majors de 60 anys. Prop de 500 persones, majors de 40, compten amb un coneixement passiu de la llengua. Només uns quants nens i joves aprenen una mica de baure dels seus avis. Com assenyala Danielsen (2012), tots els parlants baures són bilingües en castellà, tot i que el castellà d'alguns parlants majors és molt bàsic, en comparació amb la seva habilitat en baure. La llengua es parla en contextos limitats, com, per exemple, en converses entre persones grans a la casa, en salutacions, en bromes, en narratives mítiques, en discursos rituals i en cançons, particularment en la Cançó de Baures, que és part de les festivitats de cada poble. Danielsen (2012) indica, a més, que gràcies a l'estudi de la llengua baure i els tallers d'alfabetització a les Tierras Bajas de Bolívia, s'ha experimentat un canvi pel que fa a l'ús de la llengua: molts parlants han començat a integrar la llengua de nou a la seva vida diària i ja transmetre-la als joves.

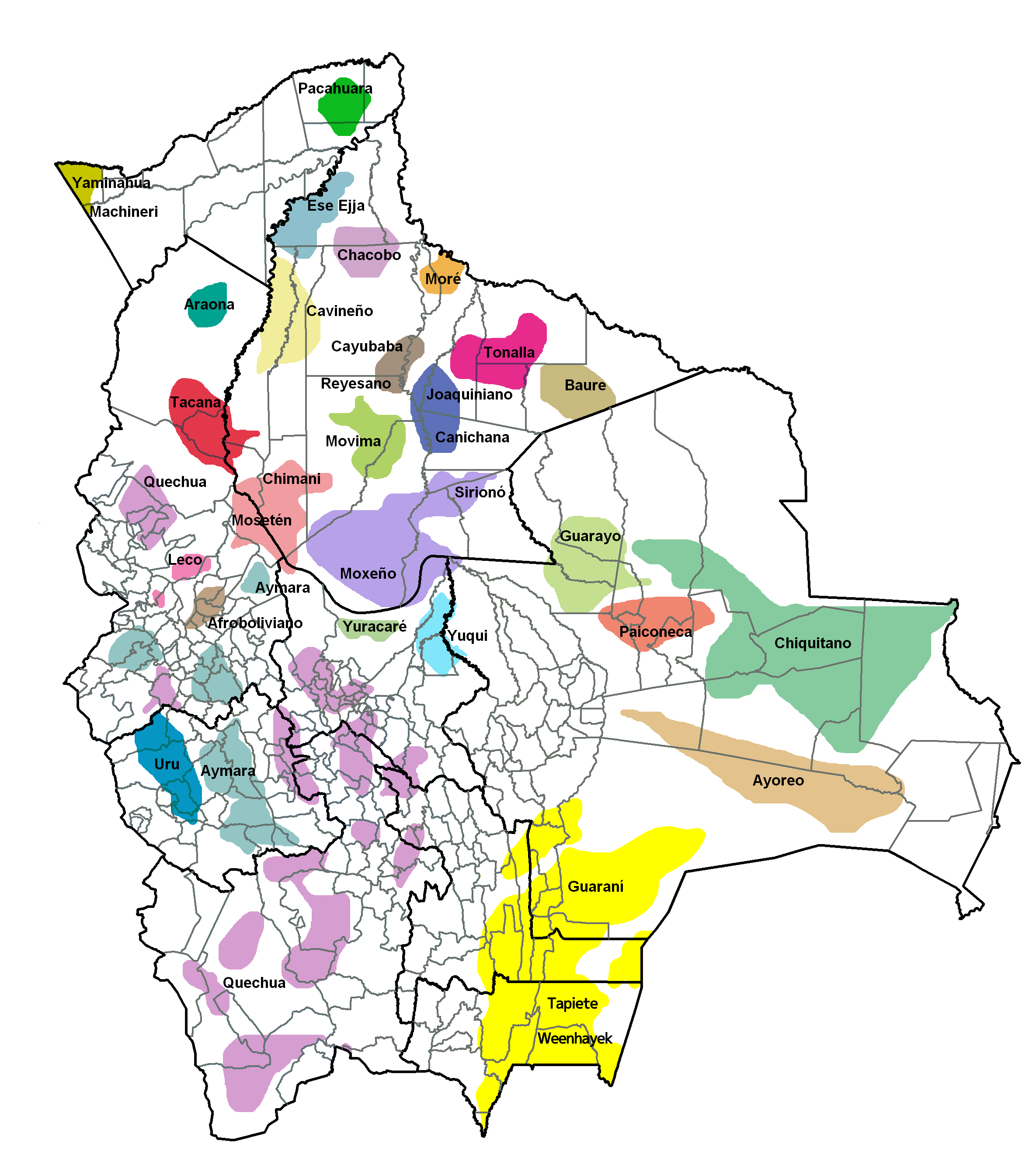
Pobles originaris de Bolívia.

## Classificació genètica
El baure és una llengua que pertany a la gran família de llengües arawak, més específicament a les llengües arawak del sud, branca a la qual pertanyen també les llengües mojeñas: trinitario, ignaciano, loretano i javeriano. Una de les característiques distintives del baure, pel que fa a les llengües mojeñas, és la pèrdua de les vocals finals.